# Kinurenska kiselina
Kinurenska kiselina (transtorin, KYNA) je proizvod normalnog metabolizma aminokiseline L-triptofan. Za kinurensku kiselinu je bilo pokazano da poseduje neuro-aktivna svojstva. Ona deluje kao antiepileptik, najverovatnije putem delovanja kao antagonist na pobuđivačkim aminokiselinskim receptorima. Ona može da utiče na važne neurofiziološke i neuropatološke procese. Kao rezultat toga, kinurenska kiselina je bila razmatrana za primjenu u terapiji određenih neurobioloških poremećaja. U kontrastu s tim, povišeni nivoi kinurenske kiseline su bili su povezani sa pojedinim patološkim stanjima.
Kinurensku kiselinu je otkrio nemački hemičar Justus fon Libig 1853. u urinu pasa.
Ona se formira iz L-kinurenina reakcijom koja je katalizovana enzimom kinurenin—oksoglutarat transaminaza.

## Mehanizam akcije
Za transtorin je utvrđeno da deluje na tri receptora:
- Kao nekompetitivni antagonist glicinskog mesta NMDA receptora.
- Antagonist α7 nikotin acetilholinskog receptora. Ovo dejstvo je suprotno jednom drugom metabolitu triptofana, 5-hidroksi indolsirćetnoj kiselini.[5]
- Ligand orfanskog G protein-spregnutog receptora GPR35.[6]

## Literatura
1. ↑  Joanne Wixon; Douglas Kell (2000). „Website Review: The Kyoto Encyclopedia of Genes and Genomes — KEGG”. Yeast. 17 (1): 48—55. doi:10.1002/(SICI)1097-0061(200004)17:1<48::AID-YEA2>3.0.CO;2-H.
2. ↑   уреди
3. ↑  Evan E. Bolton; Yanli Wang; Paul A. Thiessen; Stephen H. Bryant (2008). „Chapter 12 PubChem: Integrated Platform of Small Molecules and Biological Activities”. Annual Reports in Computational Chemistry. 4: 217—241. doi:10.1016/S1574-1400(08)00012-1.
4. ↑  Grilli M, Raiteri L, Patti L, Parodi M, Robino F, Raiteri M, Marchi M (2006). „Modulation of the function of presynaptic alpha7 and non-alpha7 nicotinic receptors by the tryptophan metabolites, 5-hydroxyindole and kynurenate in mouse brain”. Br. J. Pharmacol. 149 (6): 724—32. PMC 2014664 . PMID 17016503. doi:10.1038/sj.bjp.0706914.
5. ↑  Wang J, Simonavicius N, Wu X, Swaminath G, Reagan J, Tian H, Ling L (2006). „Kynurenic acid as a ligand for orphan G protein-coupled receptor GPR35”. J. Biol. Chem. 281 (31): 22021—8. PMID 16754668. doi:10.1074/jbc.M603503200.

## Spoljašnje veze
- Veza između TBE i šizofrenije